# けんびきょう座AU星b
けんびきょう座AU星bとは、けんびきょう座の方向に約31.9光年離れた位置に存在している恒星 けんびきょう座AU星 の周囲を公転している太陽系外惑星である。

## 主星

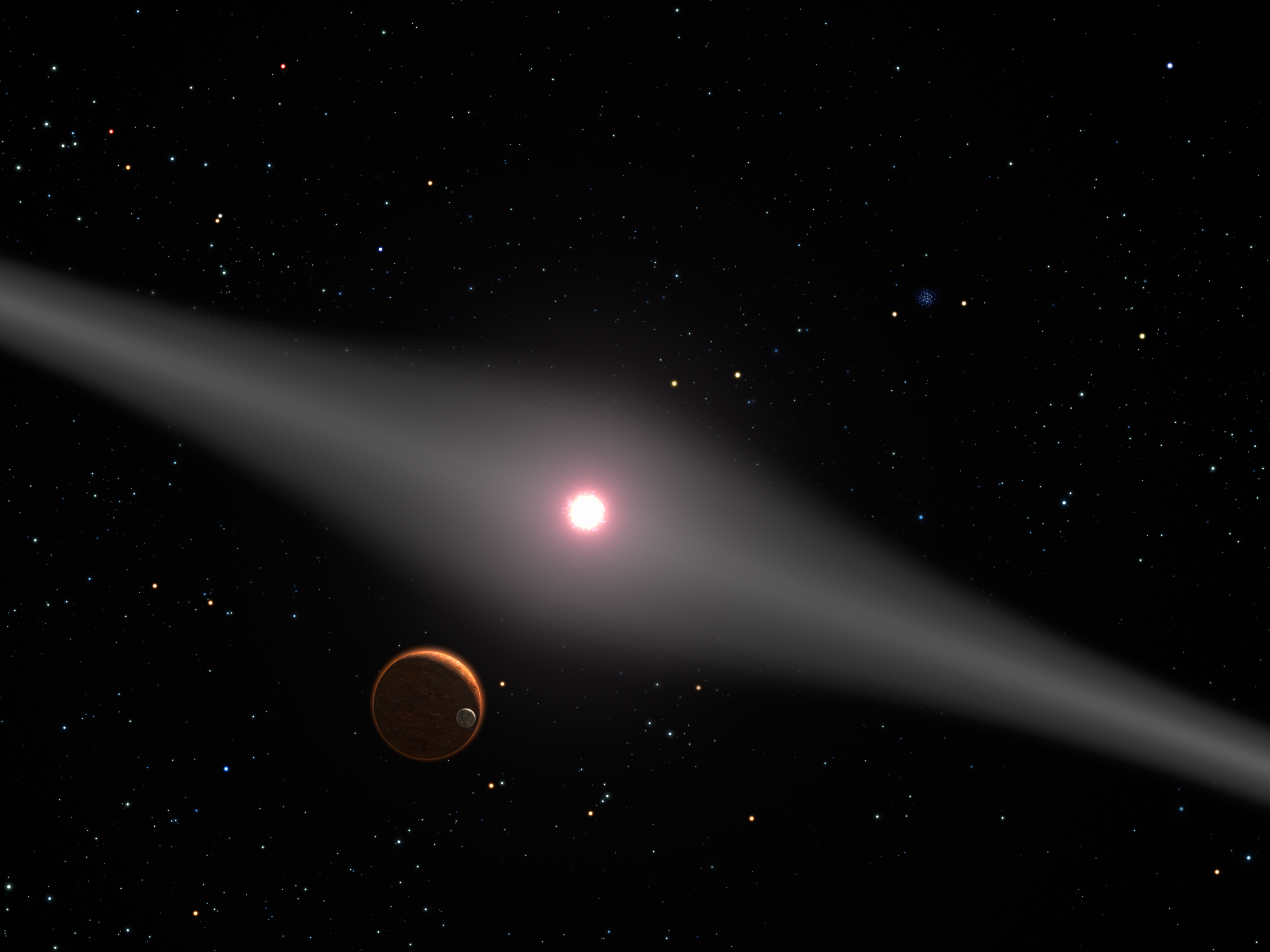
けんびきょう座AU星の周囲を公転する惑星の想像図

主星であるけんびきょう座AU星はスペクトル分類がM型の赤色矮星とされているが、年齢はわずか約2200万年とされており、前主系列星という段階の恒星である。前主系列星のエネルギーは核融合ではなく重力収縮がほとんどとなっている。前主系列星では、けんびきょう座AU星は太陽から2番目に近い。けんびきょう座AU星の周囲には微惑星の衝突によって形成された星周円盤が存在している。この星周円盤は、約35-210auにわたって広がっている。
また、けんびきょう座AU星はがか座ベータ星運動星団という星団の恒星であり、この星団の恒星は同じ星間雲によって同じ時期に形成されたと考えられている。この星団にはがか座ベータ星と呼ばれるけんびきょう座AU星と同じ星周円盤を持つ恒星が存在しており、その周囲には惑星b、cの2つの惑星が発見されている。

## 発見
けんびきょう座AU星の周囲を公転する太陽系外惑星を発見するための観測は15年程度となっていた。発見までにこれほどの年月がかかった理由としては、けんびきょう座AU星が持つ強い恒星磁場の影響が挙げられる。
そして2020年に、TESSやスピッツァー宇宙望遠鏡による観測によって公転周期が約8.46日の海王星型惑星 けんびきょう座AU星b が発見された。

## 特性
| 海王星 | けんびきょう座AU星b |
| ------ | ------------------- |
| 海王星 | Exoplanet           |

けんびきょう座AU星bは海王星より約8%程度大きく、質量は木星の0.18倍以下とみられている。また、上記で述べた、がか座ベータ星bやcとは性質が全く異なる。けんびきょう座AU星bは、主星から離れた位置で惑星が形成され、他の天体との相互作用により現在の位置へ移動したと考えられている。